# 樽見鉄道樽見線

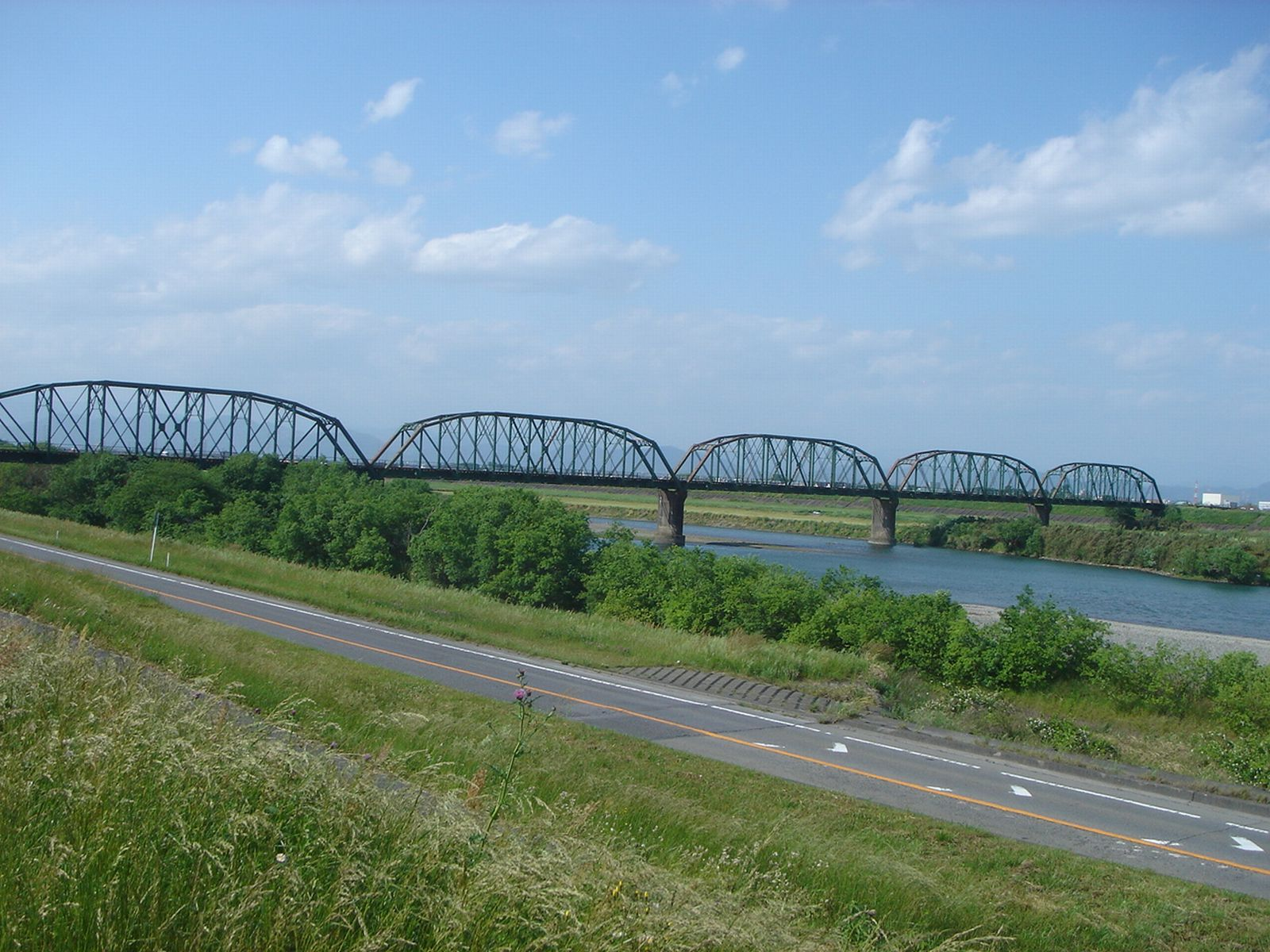
揖斐川橋梁

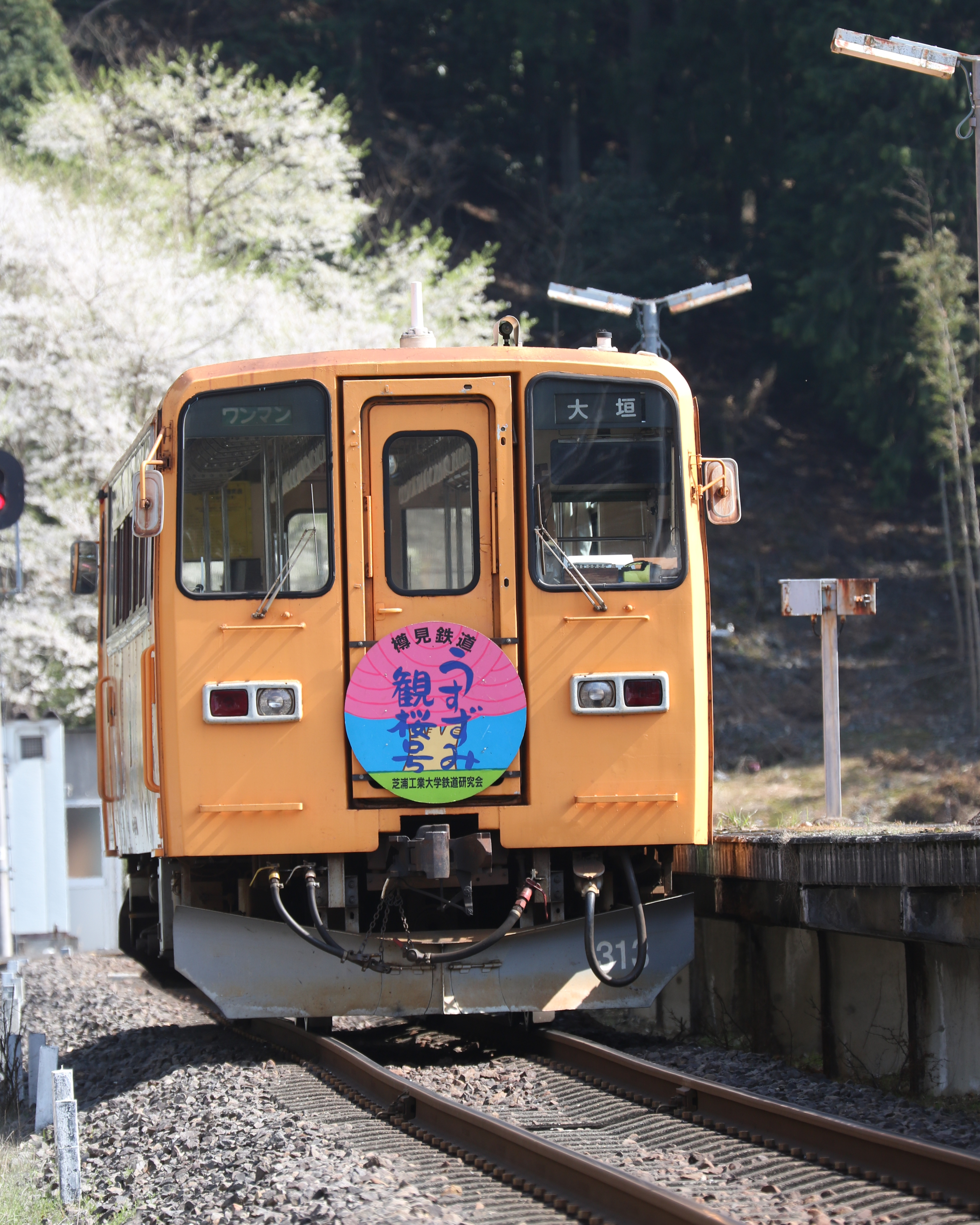
樽見駅とハイモ230-313

樽見線（たるみせん）は、岐阜県大垣市の大垣駅から岐阜県本巣市の樽見駅に至る樽見鉄道の鉄道路線である。

## 概要
大垣駅 - 神海駅間は日本国有鉄道（国鉄）の特定地方交通線を転換（神海駅は国鉄時代は美濃神海駅と称した）、神海駅 - 樽見駅間は日本鉄道建設公団建設線であった路線である。本来、この路線は鉄道敷設法別表の「大垣ヨリ福井県大野ヲ経テ金沢ニ至ル鉄道」の一部であったが、国鉄時代は神海駅までの開業にとどまり以北の建設は凍結された。樽見駅までは7割ほど完成していたことから転換後に工事を再開し延伸開業した。
住友大阪セメント岐阜工場のセメント輸送のため、大垣駅 - 本巣駅間には貨物列車も運行され、本巣駅から工場までの専用線も存在していた。このセメント輸送は営業収入の約4割を占めていたが、2004年に住友大阪セメントが鉄道輸送の利用を2005年度末で打ち切ることを表明し、2006年3月28日限りでセメント輸送貨物列車の運行を終了した。樽見線の貨物輸送は1990年度には約54万トンあったが、2002年度には約17万トンまで減少していた。その後は経営策として、沿線にあるモレラ岐阜の買い物利用や揖斐川町谷汲地区・本巣市樽見地区の観光利用での促進の強化や、コスト削減のために後述する無人駅「市民駅長」の委託を行っている。

### 路線データ
- 路線距離（営業キロ）：34.5 km[1]
- 軌間：1067 mm[1]
- 駅数：19駅（起終点駅含む）[1]
- 複線区間：なし（全線単線）
- 電化区間：なし（全線非電化）
- 閉塞方式
  - 大垣駅 - 本巣駅間：自動閉塞式（特殊）
  - 本巣駅 - 樽見駅間：スタフ閉塞
- 保安装置：ATS-ST
- 最高速度：65 km/h[4]
- 交換可能駅：東大垣駅・北方真桑駅・本巣駅
- 主な橋梁
  - 揖斐川：揖斐川橋梁
  - 根尾川：第一根尾川橋梁など10箇所

## 運行形態
全列車が各駅に停車する普通列車である。大垣駅 - 本巣駅間では、朝夕は1時間に1 - 2本程度、日中は90分間隔（パターンダイヤ）、夜間は1時間に1本程度の運行である。本巣駅 - 樽見駅間では概ね1 - 2時間に1本程度の運行間隔となっている。
全区間を直通する列車（下り2本のみ本巣駅を境に別車両運行）と、大垣駅 - 本巣駅間運行の区間列車があるほか、上り1本のみ本巣駅 - 樽見駅間運行の列車が設定されている。
神海駅・樽見駅の列車交換設備撤去（棒線化）に伴い、2024年4月8日のダイヤ改正で本巣駅 - 樽見駅間が減便され、同区間は上下合わせて1本の列車しか入線できなくなった。
かつては22時台の樽見発本巣行きの上り最終列車が途中神海駅のみ停車する快速運転となっていたが、2022年10月1日のダイヤ改正でこの列車が廃止され、通過駅のある定期列車は消滅した。
全列車が気動車で運行されているが、2006年3月4日までは平日朝夕の大垣駅 - 本巣駅間（1996年1月7日までは大垣駅 - 神海駅間）1往復はディーゼル機関車牽引による客車で運行されていた（大垣駅より岐阜第一高等学校へ通う生徒が多く乗車するためであり、他校の生徒からは通称「一高列車」と呼ばれていた）。
2002年1月時点では土曜休日に限り日中帯に客車列車による快速列車が下り1本設定されていた。
また、最終列車は、下りの大垣発樽見行きが21時台、本巣行きが22時半で、上りの樽見発本巣行きは22時55分であった。
2006年4月20日までは1日あたり17 - 22本程度の運行で、本巣駅 - 樽見駅間に早朝5時台と深夜23時台の1往復、通過駅のある列車が設定されていた。
終点の本巣市根尾にある淡墨桜の見物客で賑わう春の観桜シーズンには特別ダイヤである「桜ダイヤ」が組まれていたが、2006年は貨物列車削減の影響により通常ダイヤでの運行となった。しかし最盛期の乗客に対応しきれず2007年から特別ダイヤが復活した。
大垣駅 - 織部駅間は田園地帯を走っているものの、織部 - 樽見間は沿線の山及び根尾川の渓谷に沿って走っているため四季折々の美しい景色（春は桜、夏は新緑の山、秋は紅葉、冬は雪景色）を楽しむことができる。また、それらの景色を楽しむためのイベント列車も運行されている。
客車列車の消滅後は基本的に全列車がワンマン運転となっているが、2両編成で運転するときは、車両間の移動ができない関係で、後ろの車両に必ず車掌が乗務する。有人駅も含め、運賃は車内の料金箱に投入して（大垣駅では運賃を支払った上で精算済み証を渡される）、一番前のドアからの下車となる。但し、桜ダイヤ期間中には混雑緩和の観点から、一部駅で後扉からの下車を可能とし、臨時に設けた駅の改札口での精算となる場合もある。

### 桜ダイヤ
桜ダイヤは、本巣市にある日本三大桜の一つであり、国の天然記念物である淡墨桜への観光客用に3月から4月に実施し、臨時列車の運転や定期列車の増結を行っている（2007年以降は4月の上旬から中旬に実施）。

#### ナイスホリデー淡墨桜
1990年（平成2年）から1999年（平成11年）までの淡墨桜の開花時期に、東海旅客鉄道（JR東海）東海道本線名古屋駅 - 樽見駅間を直通運行した臨時快速列車として「ナイスホリデー淡墨桜」（ナイスホリデーうすずみざくら）があった。それに合わせ、JR東海でも1991年から51駅で薄墨桜クーポンを発売から始まり、1993年より電算で53駅に増やして企画切符「うすずみ割引切符」を発売していた時期があった。
基本的には、樽見鉄道が3月から4月に実施する桜ダイヤに合わせての運行であった。そのため、運行時期は毎年異なっていた。また、1日1往復の運行であった。
停車駅名古屋駅 - 尾張一宮駅 - 岐阜駅 - 大垣駅 - 本巣駅 - 樽見駅
- 樽見鉄道内の停車駅は、年により異なる。

使用車両
客車
- JR東海14系客車 - 基本は5両編成。大垣駅で進行方向が変わる。

ディーゼル機関車
- JR東海DD51形

名古屋 - 大垣間で使用。ユーロライナー専用のディーゼル機関車が使用されたこともある。
- 樽見鉄道TDE10形
- 樽見鉄道TDE11形

大垣 - 樽見間で使用。国鉄DE10形の同系車。

## 歴史
鉄道敷設法別表第74号に規定する「岐阜県大垣ヨリ福井県大野ヲ経テ石川県金沢ニ至ル鉄道」の一部で、建設着手は太平洋戦争前の1935年であった。戦時中は一時工事が中断したが、1952年に再開、1956年に漸く谷汲口まで開業、1958年には神海まで延伸された。1970年11月に日本鉄道建設公団によって樽見への延長工事を開始したものの、特別天然記念物・根尾谷断層に掛かり地震学会により工事中止。その後はルート変更により文化庁の承認を受けて工事は再開されるものの、根尾谷断層による工事難航が続き当初計画により大幅に遅れた。
沿線はもともと人口があまり多くなく、人の流れも大垣ではなく岐阜に向かっていた（1974年に高校の学区が設定され、沿線の大半で大垣の県立普通科への進学ができなくなったためこの傾向は強まった）ため、本巣に誘致された住友セメント（現・住友大阪セメント）の工場から積み出されるセメント輸送が当初から頼みの綱であった。この傾向は平野部で宅地化が進んでからも変わっていない。
1979年度の営業係数は392で、1980年12月に国鉄再建法が公布されると、旅客輸送密度の小さい盲腸線であった樽見線は第1次特定地方交通線に選定され、廃止対象となった。それに従い、トンネル7箇所貫通・第10根尾川橋梁は完成し、完成後の工事費からして76%（58億円）に達したものの、延伸工事は昭和56年（1981年）度に凍結され、同年9月に美濃神海・樽見間の工事中止となった。
沿線では、通学輸送と貨物輸送を確保する観点から第三セクター方式での路線存続を選択し、大垣市に本社を置く貨物専業の西濃鉄道や住友セメントを主な株主として樽見鉄道が設立され、1984年に転換された。転換後は、列車増発などの積極策が奏功し、順調な滑り出しとなった。この好調さを受け、工事進行が全体工事費相当で76%まで進捗していた神海駅 - 樽見駅間の工事が1986年に再開され、1989年に延伸開業を成し遂げている。

### 年表
- 1956年（昭和31年）3月20日 - 国鉄樽見線 大垣駅 - 谷汲口駅間 (21.7 km) 開業[2]。貨物営業は大垣駅 - 美濃本巣駅間 (16.3 km) のみ。東大垣駅、十九条駅、美江寺駅、本巣北方駅、糸貫駅、美濃本巣駅、谷汲口駅開業[2]。
- 1958年（昭和33年）
  - 1月15日 - 木知原駅開業[2]。
  - 4月29日 - 谷汲口駅 - 美濃神海駅間 (2.3 km) 間延伸開業。美濃本巣駅 - 谷汲口駅間 (5.4 km) で貨物営業開始[2]。美濃神海駅開業[2]。
- 1960年（昭和35年）2月15日 - 横屋駅開業[2]。
- 1971年（昭和46年）3月31日 - 旅客手荷物輸送廃止。
- 1974年（昭和49年）10月1日 - 美濃本巣駅 - 美濃神海駅間 (7.7 km) の貨物営業廃止[2]。
- 1976年（昭和51年）8月21日 - 小荷物輸送廃止。
- 1981年（昭和56年）9月18日 - 第1次特定地方交通線として廃止承認[2]。
- 1984年（昭和59年）10月6日 - 国鉄樽見線 (24.0 km) 廃止、樽見鉄道樽見線 (23.6 km) 開業[2][3]。本巣北方駅を北方真桑駅に、美濃本巣駅を本巣駅に、美濃神海駅を神海駅に改称[3]。
- 1988年（昭和63年）11月1日 - 大垣駅 - 本巣駅間がタブレット閉塞から特殊自動閉塞になる[2][19]。
- 1989年（平成元年）3月25日 - 神海駅 - 樽見駅間 (10.9 km) が延伸開業し全通[2][20]。高科駅、鍋原駅、日当駅、高尾駅、水鳥駅、樽見駅開業[2][20]。
- 1991年（平成3年）3月5日 - JR東海キハ85系気動車の2両編成が6日まで樽見線で試運転を行う[21]。
- 1993年（平成5年）6月 - 本巣駅 - 神海駅間がタブレット閉塞から特殊自動閉塞になる[2]。
- 1995年（平成7年）12月 - 神海駅 - 樽見駅間がタブレット閉塞から特殊自動閉塞になる[2]。
- 2002年（平成14年）4月1日 - 織部駅開業[2]。
- 2006年（平成18年）
  - 4月21日 - モレラ岐阜駅開業[2]。同時にダイヤ改正も実施し、始発列車の大幅な繰り下げや最終列車の繰り上げ・繰り下げを実施。
  - 4月30日 - 大垣駅 - 本巣駅間 (16.2 km) の貨物営業廃止（貨物列車の運転は3月28日まで）。
- 2020年（令和2年）12月6日 - 美江寺駅 - 北方真桑駅間の一部が高架化され、岐阜県道53号岐阜関ケ原線と立体交差化、2か所の踏切を除却[22]。これに伴うダイヤ改正を同年12月13日に実施[9]。

## 駅一覧
- 全駅岐阜県に所在。
- *印は転換時（後）に設置された新駅。
- 「国鉄」は、旧・日本国有鉄道時代の累計営業キロ。
- すべての定期列車が各駅に停車。
- 線路（全線単線） … ◇・∨：列車交換可能、｜：列車交換不可

| 駅番号 | 駅名          | 営業キロ | 営業キロ | 営業キロ | 接続路線                                            | 線路 | 所在地          |
| 駅番号 | 駅名          | 駅間     | 累計     | 国鉄     | 接続路線                                            | 線路 | 所在地          |
| ------ | ------------- | -------- | -------- | -------- | --------------------------------------------------- | ---- | --------------- |
| TR01   | 大垣駅        | -        | 0.0      | 0.0      | 東海旅客鉄道：CA 東海道本線 (CA77) 養老鉄道：養老線 | ∨    | 大垣市          |
| TR02   | 東大垣駅      | 2.7      | 2.7      | 2.8      |                                                     | ◇    | 大垣市          |
| TR03   | 横屋駅        | 1.8      | 4.5      | 4.7      |                                                     | ｜   | 瑞穂市          |
| TR04   | 十九条駅      | 1.0      | 5.5      | 5.7      |                                                     | ｜   | 瑞穂市          |
| TR05   | 美江寺駅      | 2.0      | 7.5      | 7.6      |                                                     | ｜   | 瑞穂市          |
| TR06   | 北方真桑駅    | 3.3      | 10.8     | 10.9     |                                                     | ◇    | 本巣市          |
| TR07   | モレラ岐阜駅* | 1.7      | 12.5     | -        |                                                     | ｜   | 本巣市          |
| TR08   | 糸貫駅        | 0.9      | 13.4     | 13.6     |                                                     | ｜   | 本巣市          |
| TR09   | 本巣駅        | 2.8      | 16.2     | 16.3     |                                                     | ◇    | 本巣市          |
| TR10   | 織部駅*       | 1.3      | 17.5     | -        |                                                     | ｜   | 本巣市          |
| TR11   | 木知原駅      | 2.7      | 20.2     | 20.4     |                                                     | ｜   | 本巣市          |
| TR12   | 谷汲口駅      | 1.4      | 21.6     | 21.7     |                                                     | ｜   | 揖斐郡 揖斐川町 |
| TR13   | 神海駅        | 2.0      | 23.6     | 24.0     |                                                     | ｜   | 本巣市          |
| TR14   | 高科駅*       | 1.6      | 25.2     | -        |                                                     | ｜   | 揖斐郡 揖斐川町 |
| TR15   | 鍋原駅*       | 1.2      | 26.4     | -        |                                                     | ｜   | 本巣市          |
| TR16   | 日当駅*       | 1.9      | 28.3     | -        |                                                     | ｜   | 本巣市          |
| TR17   | 高尾駅*       | 2.2      | 30.5     | -        |                                                     | ｜   | 本巣市          |
| TR18   | 水鳥駅*       | 2.0      | 32.5     | -        |                                                     | ｜   | 本巣市          |
| TR19   | 樽見駅*       | 2.0      | 34.5     | -        |                                                     | ｜   | 本巣市          |

- 東大垣 - 横屋間で安八郡安八町を通るが、駅は存在しない（最寄り駅は横屋駅）。

会社と住民が一体となった活動を足がかりに、2015年4月30日、17の無人駅に「市民駅長」が配置された。各駅周辺の自治会の推薦により決まり、会社OBら沿線住民が、ボランティアで駅の清掃や定期巡回などの役割を担う。

## 利用状況

### 輸送実績
樽見線の輸送実績を下表に記す。表中、最高値を赤色で、最高値を記録した年度以降の最低値を青色で、最高値を記録した年度以前の最低値を緑色で表記している。
ローカル線では一般に高校生の通学需要が大きいが、樽見鉄道の場合は1974年以降、沿線随一の都市である大垣市（西濃学区）とその他の市（岐阜学区）とで高校の学区が異なっていた（2018年度より全県一学区化。ただ、旧巣南町など一部地域ではそれ以前から異なる学区への通学も認められていた）ため、全日制公立高校普通科の通学輸送について大きな需要は見込めず、それ以外の普通科以外の公立高校・私立高校・高専の通学需要しかなかったことが、経営に大きく響いていると思われる。
| 年度別輸送実績     | 年度別輸送実績             | 年度別輸送実績             | 年度別輸送実績             | 年度別輸送実績             | 年度別輸送実績             | 年度別輸送実績 | 年度別輸送実績 | 年度別輸送実績                 |
| 年 度              | 輸送実績（乗車人員）：万人 | 輸送実績（乗車人員）：万人 | 輸送実績（乗車人員）：万人 | 輸送実績（乗車人員）：万人 | 輸送実績（乗車人員）：万人 | 輸送密度 人/日 | 貨物輸送量 万t | 特 記 事 項                    |
| ------------------ | -------------------------- | -------------------------- | -------------------------- | -------------------------- | -------------------------- | -------------- | -------------- | ------------------------------ |
| 年 度              | 通勤定期                   | 通学定期                   | 通勤通学 定 期 計          | 定 期 外                   | 合 計                      | 輸送密度 人/日 | 貨物輸送量 万t | 特 記 事 項                    |
| 1984年（昭和59年） | 4.8                        | 15.1                       | 19.9                       | 11.2                       | 31.1                       | 753            | 33.7           | 国鉄より転換 開業              |
| 1985年（昭和60年） | 9.9                        | 32.6                       | 42.5                       | 23.4                       | 65.9                       | 798            | 53.5           |                                |
| 1986年（昭和61年） | 10.9                       | 37.4                       | 48.3                       | 24.4                       | 72.7                       | 869            | 49.9           |                                |
| 1987年（昭和62年） | 9.7                        | 40.1                       | 49.8                       | 24.2                       | 74.0                       | 876            | 49.1           |                                |
| 1988年（昭和63年） | 9.4                        | 44.6                       | 54.0                       | 27.9                       | 81.9                       | 1,110          | 48.7           | 神海 - 樽見間延伸開業          |
| 1989年（平成元年） | 9.0                        | 50.5                       | 59.5                       | 36.0                       | 95.5                       | 1,026          | 50.7           |                                |
| 1990年（平成2年）  | 8.8                        | 55.0                       | 64.8                       | 36.4                       | 101.2                      | 1,088          | 56.7           |                                |
| 1991年（平成3年）  | 9.4                        | 56.1                       | 65.5                       | 35.0                       | 100.5                      | 1,076          | 56.0           |                                |
| 1992年（平成4年）  | 9.6                        | 56.4                       | 66.0                       | 35.4                       | 101.4                      | 1,096          | 45.8           |                                |
| 1993年（平成5年）  | 9.9                        | 52.9                       | 62.8                       | 35.5                       | 98.3                       | 1,088          | 37.1           |                                |
| 1994年（平成6年）  | 9.2                        | 54.5                       | 63.7                       | 33.1                       | 96.8                       | 1,041          | 44.2           |                                |
| 1995年（平成7年）  | 8.8                        | 58.0                       | 66.8                       | 37.4                       | 104.2                      | 1,104          | 34.9           |                                |
| 1996年（平成8年）  | 8.8                        | 57.3                       | 66.1                       | 37.6                       | 103.7                      | 1,143          | 38.6           |                                |
| 1997年（平成9年）  | 8.2                        | 52.6                       | 60.8                       | 34.3                       | 95.1                       | 1,051          | 33.5           |                                |
| 1998年（平成10年） | 8.1                        | 47.3                       | 55.4                       | 33.1                       | 88.5                       | 965            | 31.5           |                                |
| 1999年（平成11年） | 7.2                        | 42.1                       | 49.3                       | 30.4                       | 79.7                       | 882            | 40.6           | 新型車両1両（315号車）導入     |
| 2000年（平成12年） | 6.7                        | 38.7                       | 45.4                       | 30.3                       | 75.7                       | 843            | 38.6           |                                |
| 2001年（平成13年） | 6.5                        | 39.5                       | 46.0                       | 27.9                       | 73.9                       | 816            | 26.6           |                                |
| 2002年（平成14年） | 5.9                        | 40.6                       | 46.5                       | 25.2                       | 71.7                       | 765            | 18.8           | 織部駅開業                     |
| 2003年（平成15年） | 6.5                        | 39.7                       | 46.2                       | 25.9                       | 72.1                       | 742            | 16.4           |                                |
| 2004年（平成16年） | 7.2                        | 35.0                       | 42.2                       | 24.6                       | 66.8                       | 703            | 14.9           |                                |
| 2005年（平成17年） | 7.5                        | 37.6                       | 45.1                       | 22.9                       | 68.0                       | 695            | 10.5           | 新型車両1両（516号車）導入     |
| 2006年（平成18年） | 7.7                        | 32.8                       | 40.5                       | 30.4                       | 70.9                       | 941            | 0.0            | 貨物営業廃止・モレラ岐阜駅開業 |
| 2007年（平成19年） | 6.8                        | 29.3                       | 36.1                       | 25.1                       | 61.2                       | 623            | 0.0            |                                |
| 2008年（平成20年） | 7.1                        | 29.5                       | 36.6                       | 24.9                       | 61.5                       | 629            | 0.0            |                                |
| 2009年（平成21年） | 7.0                        | 28.2                       | 35.2                       | 24.9                       | 60.1                       | 599            | 0.0            |                                |
| 2010年（平成22年） | 7.4                        | 27.6                       | 35.0                       | 25.2                       | 60.2                       | 584            | 0.0            | 新型車両1両（701号車）導入     |
| 2011年（平成23年） |                            |                            |                            |                            |                            |                | 0.0            |                                |
| 2012年（平成24年） | 8.0                        | 30.2                       | 38.2                       | 26.4                       | 64.6                       | 622            | 0.0            |                                |
| 2013年（平成25年） | 7.8                        | 30.3                       | 38.1                       | 26.2                       | 64.3                       | 603            | 0.0            |                                |
| 2014年（平成26年） | 8.1                        | 28.7                       | 36.8                       | 27.9                       | 64.7                       | 619            | 0.0            |                                |
| 2015年（平成27年） | 8.9                        | 29.0                       | 37.9                       | 28.7                       | 66.6                       | 603            | 0.0            | 新型車両1両（702号車）導入     |
| 2016年（平成28年） | 9.8                        | 29.4                       | 39.2                       | 28.6                       | 67.8                       | 642            | 0.0            |                                |
| 2017年（平成29年） | 9.8                        | 26.6                       | 36.4                       | 28.2                       | 64.6                       | 608            | 0.0            |                                |
| 2018年（平成30年） | 9.1                        | 26.9                       | 36.0                       | 28.0                       | 64.0                       | 602            | 0.0            | 新型車両1両（703号車）導入     |
| 2019年（令和元年） | 10.8                       | 26.0                       | 36.8                       | 28.5                       | 65.3                       | 598            | 0.0            |                                |
| 2020年（令和2年）  | 9.6                        | 19.5                       | 29.1                       | 19.4                       | 48.5                       | 404            | 0.0            |                                |
| 2021年（令和3年）  | 10.3                       | 24.9                       | 35.2                       | 25.1                       | 60.3                       | 551            | 0.0            |                                |
| 2022年（令和4年）  | 10.9                       | 26.8                       | 37.7                       | 32.4                       | 70.1                       |                | 0.0            |                                |

鉄道統計年報（国土交通省鉄道局監修）より抜粋

### 営業成績
樽見線の営業成績を下表に記す。営業収益は年々減少してきたが、2010年代に入り増加傾向にあった。
表中、最高値を赤色で、最高値を記録した年度以降の最低値を青色で、最高値を記録した年度以前の最低値を緑色で表記している。
| 年度別営業成績     | 年度別営業成績     | 年度別営業成績     | 年度別営業成績     | 年度別営業成績     | 年度別営業成績     | 年度別営業成績     | 年度別営業成績     | 年度別営業成績 | 年度別営業成績 | 年度別営業成績 | 年度別営業成績 | 年度別営業成績 |
| 年 度              | 旅客運賃収入：千円 | 旅客運賃収入：千円 | 旅客運賃収入：千円 | 旅客運賃収入：千円 | 旅客運賃収入：千円 | 旅客運賃収入：千円 | 貨物運輸 収入 千円 | 運輸雑収 千円  | 営業収益 千円  | 営業経費 千円  | 営業損益 千円  | 営業 係数      |
| ------------------ | ------------------ | ------------------ | ------------------ | ------------------ | ------------------ | ------------------ | ------------------ | -------------- | -------------- | -------------- | -------------- | -------------- |
| 年 度              | 通勤定期           | 通学定期           | 通勤通学 定 期 計  | 定 期 外           | 手小荷物           | 合 計              | 貨物運輸 収入 千円 | 運輸雑収 千円  | 営業収益 千円  | 営業経費 千円  | 営業損益 千円  | 営業 係数      |
| 1984年（昭和59年） |                    |                    | 19,652             | 34,966             | 0                  | 54,619             | 148,705            | 1,279          | 204,603        |                |                |                |
| 1985年（昭和60年） |                    |                    | 42,769             | 56,525             | 0                  | 99,294             | 239,526            | 3,102          | 341,922        |                |                |                |
| 1986年（昭和61年） |                    |                    | 47,798             | 57,999             | 0                  | 105,797            | 222,195            | 1,412          | 329,404        |                |                |                |
| 1987年（昭和62年） | 14,476             | 33,694             | 48,170             | 54,513             | 0                  | 102,683            | 212,458            | 2,504          | 317,645        |                |                |                |
| 1988年（昭和63年） | 15,057             | 39,844             | 54,901             | 77,392             | 0                  | 132,293            | 205,428            | 2,262          | 339,983        |                |                |                |
| 1989年（平成元年） | 15,362             | 51,144             | 66,506             | 137,444            | 0                  | 203,950            | 213,700            | 2,472          | 420,122        |                |                |                |
| 1990年（平成2年）  | 14,727             | 59,302             | 74,029             | 128,259            | 0                  | 202,288            | 230,333            | 2,578          | 435,199        |                |                |                |
| 1991年（平成3年）  | 15,751             | 60,185             | 75,936             | 132,484            | 0                  | 208,420            | 245,299            | 2,310          | 456,029        |                |                |                |
| 1992年（平成4年）  | 16,454             | 61,890             | 78,344             | 135,255            | 0                  | 213,599            | 214,734            | 2,583          | 430,916        |                |                |                |
| 1993年（平成5年）  | 17,754             | 61,630             | 79,384             | 149,383            | 0                  | 228,767            | 201,982            | 2,475          | 433,224        |                |                |                |
| 1994年（平成6年）  | 16,699             | 64,474             | 81,173             | 135,971            | 0                  | 217,144            | 208,455            | 2,804          | 428,403        |                |                |                |
| 1995年（平成7年）  | 14,673             | 68,285             | 82,958             | 152,099            | 0                  | 235,057            | 161,920            | 2,777          | 399,754        |                |                |                |
| 1996年（平成8年）  | 14,997             | 69,087             | 84,084             | 157,200            | 0                  | 241,284            | 186,750            | 4,140          | 432,174        |                |                |                |
| 1997年（平成9年）  | 14,416             | 64,400             | 78,816             | 138,690            | 0                  | 217,506            | 163,214            | 2,690          | 383,410        |                |                |                |
| 1998年（平成10年） | 14,423             | 57,461             | 71,884             | 131,270            | 0                  | 203,154            | 146,536            | 2,459          | 352,149        |                |                |                |
| 1999年（平成11年） | 12,876             | 52,622             | 65,498             | 117,957            | 0                  | 183,455            | 175,707            | 2,696          | 361,858        |                |                |                |
| 2000年（平成12年） | 11,828             | 48,413             | 60,241             | 119,121            | 0                  | 179,362            | 164,039            | 5,418          | 348,819        |                |                |                |
| 2001年（平成13年） | 10,892             | 50,465             | 61,357             | 107,335            | 0                  | 168,692            | 108,135            | 5,163          | 281,990        |                |                |                |
| 2002年（平成14年） | 10,092             | 51,180             | 61,272             | 92,794             | 0                  | 154,066            | 76,086             | 25,129         | 255,281        |                |                |                |
| 2003年（平成15年） | 10,857             | 49,355             | 60,215             | 95,058             | 0                  | 155,270            | 66,979             | 15,710         | 237,959        |                |                |                |
| 2004年（平成16年） | 12,354             | 42,645             | 54,999             | 88,905             | 0                  | 143,904            | 62,527             | 9,088          | 215,519        |                |                |                |
| 2005年（平成17年） | 14,983             | 55,642             | 70,626             | 84,236             | 0                  | 154,861            | 42,704             | 13,618         | 211,183        |                |                |                |
| 2006年（平成18年） | 16,646             | 50,691             | 67,337             | 106,270            | 0                  | 173,607            | 0                  | 8,311          | 181,918        | 300,145        | △118,227       | 165.0          |
| 2007年（平成19年） | 14,186             | 44,503             | 58,689             | 88,599             | 0                  | 147,288            | 0                  | 4,365          | 151,653        | 255,961        | △104,308       | 168.8          |
| 2008年（平成20年） | 14,780             | 45,392             | 60,172             | 84,571             | 0                  | 144,743            | 0                  | 4,553          | 149,296        | 254,070        | △104,774       | 170.2          |
| 2009年（平成21年） | 14,838             | 41,404             | 56,242             | 82,720             | 0                  | 138,962            | 0                  | 4,354          | 143,316        | 246,973        | △103,658       | 172.3          |
| 2010年（平成22年） |                    |                    |                    |                    |                    |                    |                    |                |                |                |                |                |
| 2011年（平成23年） |                    |                    |                    |                    |                    |                    |                    |                |                |                |                |                |
| 2012年（平成24年） |                    |                    | 61,568             | 86,712             | 0                  | 148,280            | 0                  | 3,660          | 151,940        | 233,492        | △81,552        | 153.7          |
| 2013年（平成25年） |                    |                    | 59,570             | 87,978             | 0                  | 147,548            | 0                  | 3,682          | 151,230        | 234,839        | △83,609        | 155.3          |
| 2014年（平成26年） |                    |                    | 56,390             | 92,198             | 0                  | 148,588            | 0                  | 3,798          | 152,386        | 236,789        | △84,403        | 155.4          |
| 2015年（平成27年） |                    |                    | 59,196             | 99,205             | 0                  | 158,401            | 0                  | 3,987          | 162,388        | 231,970        | △69,582        | 142.8          |
| 2016年（平成28年） |                    |                    | 61,334             | 99,345             | 0                  | 160,679            | 0                  | 4,466          | 165,145        | 251,641        | △86,496        | 152.4          |
| 2017年（平成29年） |                    |                    | 57,139             | 97,792             | 0                  | 154,931            | 0                  | 4,221          | 159,152        | 227,707        | △68,555        | 143.1          |
| 2018年（平成30年） |                    |                    | 57,356             | 93,795             | 0                  | 151,151            | 0                  | 3,474          | 154,625        | 218,085        | △63,460        | 141.0          |
| 2019年（令和元年） |                    |                    | 58,334             | 96,252             | 0                  | 154,586            | 0                  | 2,819          | 157,405        | 250,921        | △93,516        | 159.4          |
| 2020年（令和2年）  |                    |                    | 44,301             | 67,641             | 0                  | 111,942            | 0                  | 3,160          | 115,102        | 244,548        | △129,446       | 212.5          |

鉄道統計年報（国土交通省鉄道局監修）より抜粋

## 参考書籍
- 開業5周年樽見鉄道、樽見鉄道株式会社/〔編〕（1989年）[所蔵 1]
- 樽見鉄道社史編集委員会 編『樽見鉄道10年史』樽見鉄道株式会社、1994年10月。[所蔵 2][所蔵 3][所蔵 4]
- 曽根悟（監修） 著、朝日新聞出版分冊百科編集部 編『週刊 歴史でめぐる鉄道全路線 公営鉄道・私鉄』 26号 長良川鉄道・明知鉄道・樽見鉄道・三岐鉄道・伊勢鉄道、朝日新聞出版〈週刊朝日百科〉、2011年9月18日。

## 所蔵情報
1. ↑  岐阜県図書館所蔵、資料コード：8111684312、請求記号：G /686 /カ /
2. ↑  岐阜県図書館所蔵、資料コード：8140140611、請求記号：G /686 /タ /Ｂ
3. ↑  岐阜県図書館所蔵、資料コード：8140140602、請求記号：G /686 /タ /Ａ
4. ↑  岐阜県図書館所蔵、資料コード：8140140596、請求記号：G /686 /タ /